# Alexis Mendiola
Alexis Fernando Mendiola Arroyo (Ciudad Lázaro Cárdenas, Michoacán, 10 de agosto de 1990) es un futbolista mexicano que juega como centrocampista. La última vez que se le conoció un equipo profesional fue en la temporada 2018-19, cuando jugaba en el S.C.D. Sacachispas del fútbol de Guatemala. Su estatus actual es desconocido.

## Clubes
| Club                 | País   | Año           |
| -------------------- | ------ | ------------- |
| GIF Sundsvall        | Suecia | 2011-2012     |
| Östersunds FK        | Suecia | 2012-2015     |
| Tlaxcala Fútbol Club | México | 2015-Presente |

## Estadísticas
| Club performance | Club performance | Club performance | League | League | Cup           | Cup           | Continental | Continental | Total | Total |
| Season           | Club             | League           | Apps   | Goals  | Apps          | Goals         | Apps        | Goals       | Apps  | Goals |
| Sweden           | Sweden           | Sweden           | League | League | Svenska Cupen | Svenska Cupen | Europe      | Europe      | Total | Total |
| ---------------- | ---------------- | ---------------- | ------ | ------ | ------------- | ------------- | ----------- | ----------- | ----- | ----- |
| 2011             | GIF              | Superettan       | 6      | 0      | 1             | 0             | 0           | 0           | 7     | 0     |
| 2012             | Östersunds       | Superettan       | 8      | 1      | 0             | 0             | 0           | 0           | 8     | 1     |
| Total            | Sweden           | Sweden           | 14     | 1      | 1             | 0             | 0           | 0           | 15    | 1     |